# نقيب (الولايات المتحدة)
النقيب (بالإنجليزية: Captain)‏ رتبة عسكرية في كلٍ من جيش الولايات المتحدة وقوات مشاة البحرية الأمريكية والقوات الجوية الأمريكية، وهي الرتبة الثالثة على مستوى الضباط.

## تاريخ
ورثت القوات الأمريكية هذه الرتبة من القوات البريطانية التي كانت تحتلها ، حيث كان النقيب يقود سرية عسكرية أو بطارية مدفعية.

رتبة النقيب بين سنتي 1775-1780

رتبة النقيب بين سنتي 1780-1821

رتبة النقيب في القيافة الزرقاء الحالية

‌